# Myrrhidendron chirripoense
Myrrhidendron chirripoense là một loài thực vật có hoa trong họ Hoa tán. Loài này được Suess. mô tả khoa học đầu tiên năm 1942.